# 286 до н. е.

## Події
1. 286 - Консули Марк Валерій Максим (патрицій) і Гай Елій Пет (плебей).

## Народились
- Птолемей III Евергет

## Померли
- Амастрида (правителька Гераклеї)
- Клеарх II
- Оксатр (цар Гераклеї)
- Спарток III